# Emmanuel Gyasi
Emmanuel Quartsin Gyasi (Palermo, 11 gennaio 1994) è un calciatore ghanese con cittadinanza italiana, attaccante del Palermo, in prestito dall'Empoli.

## Biografia
È nato a Palermo, città nella quale ha vissuto fino ai 4 anni. In seguito ha trascorso l'infanzia in Ghana, paese di origine dei genitori, per poi ritornare in Italia a 11 anni, stabilendosi con la famiglia a Pino Torinese, in provincia di Torino. Ha acquisito la cittadinanza italiana nel 2017. Il suo idolo da ragazzino era Ronaldinho.

## Carriera

### Club

#### Giovanili e anni in prestito
Cresciuto nel settore giovanile del Torino, il 24 ottobre 2013 firma il primo contratto professionistico, di durata quadriennale. Il 5 luglio 2014 passa in prestito al Pisa. Esordisce tra i professionisti il 17 settembre 2014 in occasione della vittoria esterna conseguita a Savona (0-2 per i toscani). Rimasto ai margini della rosa (2 presenze in campionato ed una in Coppa Italia Serie C), nel mese di gennaio si trasferisce al Mantova.
Il 7 febbraio realizza il suo primo goal in carriera nel derby lombardo vinto per 2-0 contro il Renate. A fine stagione colleziona 16 presenze con i virgiliani. Il 31 agosto 2015 viene ceduto, sempre a titolo temporaneo, alla Carrarese. Dopo una buona stagione coi marmiferi (24 presenze e 6 goal, tra cui una doppietta nel derby contro l’Arezzo), il 22 luglio 2016 passa a titolo definitivo alla Pistoiese, che qualche settimana dopo lo cede allo Spezia, ritornando poi in prestito al club arancione.
A Pistoia realizza 5 goal in 38 presenze complessive. Il 16 agosto 2017 viene ceduto, sempre a titolo temporaneo, al Südtirol.

#### Spezia
Dopo aver disputato un buon campionato in Alto Adige (34 presenze e 4 goal), nella stagione 2018/2019 disputa il suo primo campionato di Serie B. Il tecnico Pasquale Marino lo fa esordire da titolare nella prima giornata di campionato contro il Venezia. Nella giornata successiva, pochi minuti dopo il suo ingresso in campo, realizza il goal del definitivo 3-2 contro il Brescia, futuro vincitore del campionato cadetto.
Dopo un primo campionato con 3 reti in 32 presenze (di cui una nei play-off), al secondo anno Gyasi si fa vedere maggiormente in fase realizzativa, tanto che tra febbraio e marzo va a segno in 4 gare consecutive. Dopo una stagione regolare con 8 reti, nei play-off decide l'andata della finale vinta 0-1 a Frosinone, contribuendo così alla prima promozione in Serie A dei liguri in virtù della sconfitta per 0-1 del ritorno, che qualifica i liguri grazie alla classifica avulsa.
Il 27 settembre 2020 debutta in massima serie nella sconfitta per 1-4 contro il Sassuolo. Realizza la sua prima rete in Serie A il 29 novembre seguente nel pareggio per 2-2 contro il Cagliari. Due giorni dopo rinnova il suo contratto con gli aquilotti sino al 2023. Conclude la stagione con 37 presenze, risultando il calciatore più utilizzato dei liguri, e 4 gol (tra cui una doppietta nello scontro salvezza pareggiato 2-2 contro il Parma del 27 febbraio 2021).
Il 22 settembre 2021 segna alla Juventus il gol del provvisorio pareggio; lo Spezia ha poi perso la sfida per 2-3. Il 17 gennaio 2022 sigla un gol nel finale che permette agli Aquilotti di superare in rimonta per 2-1 il Milan allo Stadio Giuseppe Meazza.
Al termine della stagione 2022-2023, rimane coinvolto nella retrocessione dei liguri in Serie B, in seguito alla sconfitta nello spareggio finale contro il Verona.

#### Empoli
Il 21 luglio 2023, Gyasi passa a titolo definitivo all'Empoli, in Serie A, come parte dell'operazione che vede Filippo Bandinelli compiere il percorso opposto. Il 23 ottobre segna la sua prima rete con i toscani, firmando il punto del definitivo successo per 2-0 in casa della Fiorentina.

#### Prestito al Palermo
Il 16 luglio 2025 fa ritorno alla sua città natale, passando in prestito con obbligo di riscatto al Palermo.

### Nazionale
Le sue prestazioni in massima serie con lo Spezia gli valgono la prima convocazione da parte del Ghana, nazionale delle sue origini, in data 19 marzo 2021, per le partite contro Sudafrica e São Tomé e Príncipe, valide per le qualificazioni alla Coppa d'Africa. Esordisce sei giorni dopo in occasione della sfida pareggiata per 1-1 contro i sudafricani. Tuttavia non viene poi convocato per la Coppa d’Africa.
Nel novembre del 2022, viene inserito dal CT Otto Addo nella lista dei pre-convocati per i Mondiali di calcio in Qatar.

## Statistiche

### Presenze e reti nei club
Statistiche aggiornate al 24 maggio 2025.
| Stagione        | Squadra         | Campionato      | Campionato | Campionato | Coppe nazionali | Coppe nazionali | Coppe nazionali | Coppe continentali | Coppe continentali | Coppe continentali | Altre coppe | Altre coppe | Altre coppe | Totale | Totale |
| Stagione        | Squadra         | Comp            | Pres       | Reti       | Comp            | Pres            | Reti            | Comp               | Pres               | Reti               | Comp        | Pres        | Reti        | Pres   | Reti   |
| --------------- | --------------- | --------------- | ---------- | ---------- | --------------- | --------------- | --------------- | ------------------ | ------------------ | ------------------ | ----------- | ----------- | ----------- | ------ | ------ |
| 2014-gen. 2015  | Pisa            | LP              | 2          | 0          | CI+CI-LP        | 0+1             | 0               | -                  | -                  | -                  | -           | -           | -           | 3      | 0      |
| gen.-giu. 2015  | Mantova         | LP              | 16         | 1          | CI-LP           | 0               | 0               | -                  | -                  | -                  | -           | -           | -           | 16     | 1      |
| 2015-2016       | Carrarese       | LP              | 24         | 6          | CI-LP           | 0               | 0               | -                  | -                  | -                  | -           | -           | -           | 24     | 6      |
| 2016-2017       | Pistoiese       | LP              | 36         | 5          | CI-LP           | 2               | 0               | -                  | -                  | -                  | -           | -           | -           | 38     | 5      |
| 2017-2018       | Südtirol        | C               | 34+2       | 4          | CI-C            | 0+1             | 0               | -                  | -                  | -                  | -           | -           | -           | 37     | 4      |
| 2018-2019       | Spezia          | B               | 31+1       | 3          | CI              | 2               | 0               | -                  | -                  | -                  | -           | -           | -           | 34     | 3      |
| 2019-2020       | Spezia          | B               | 33+4       | 8+1        | CI              | 2               | 1               | -                  | -                  | -                  | -           | -           | -           | 39     | 10     |
| 2020-2021       | Spezia          | A               | 37         | 4          | CI              | 2               | 1               | -                  | -                  | -                  | -           | -           | -           | 39     | 5      |
| 2021-2022       | Spezia          | A               | 36         | 6          | CI              | 1               | 0               | -                  | -                  | -                  | -           | -           | -           | 37     | 6      |
| 2022-2023       | Spezia          | A               | 35         | 2          | CI              | 1               | 0               | -                  | -                  | -                  | -           | -           | -           | 36     | 2      |
| Totale Spezia   | Totale Spezia   | Totale Spezia   | 172+5      | 23+1       |                 | 8               | 2               |                    | -                  | -                  |             | -           | -           | 185    | 26     |
| 2023-2024       | Empoli          | A               | 33         | 1          | CI              | 1               | 0               | -                  | -                  | -                  | -           | -           | -           | 34     | 1      |
| 2024-2025       | Empoli          | A               | 37         | 2          | CI              | 6               | 0               | -                  | -                  | -                  | -           | -           | -           | 43     | 2      |
| Totale Empoli   | Totale Empoli   | Totale Empoli   | 70         | 3          |                 | 7               | 0               |                    | -                  | -                  |             | -           | -           | 77     | 3      |
| 2025-2026       | Palermo         | B               | 0          | 0          | CI              | -               | -               |                    | -                  | -                  |             | -           | -           | 0      | 0      |
| Totale carriera | Totale carriera | Totale carriera | 351        | 43         |                 | 19              | 2               |                    | -                  | -                  |             | -           | -           | 370    | 45     |

### Cronologia presenze e reti in nazionale
| Cronologia completa delle presenze e delle reti in nazionale ― Ghana | Cronologia completa delle presenze e delle reti in nazionale ― Ghana | Cronologia completa delle presenze e delle reti in nazionale ― Ghana | Cronologia completa delle presenze e delle reti in nazionale ― Ghana | Cronologia completa delle presenze e delle reti in nazionale ― Ghana | Cronologia completa delle presenze e delle reti in nazionale ― Ghana | Cronologia completa delle presenze e delle reti in nazionale ― Ghana | Cronologia completa delle presenze e delle reti in nazionale ― Ghana |
| Data                                                                 | Città                                                                | In casa                                                              | Risultato                                                            | Ospiti                                                               | Competizione                                                         | Reti                                                                 | Note                                                                 |
| -------------------------------------------------------------------- | -------------------------------------------------------------------- | -------------------------------------------------------------------- | -------------------------------------------------------------------- | -------------------------------------------------------------------- | -------------------------------------------------------------------- | -------------------------------------------------------------------- | -------------------------------------------------------------------- |
| 25-3-2021                                                            | Johannesburg                                                         | Sudafrica                                                            | 1 – 1                                                                | Ghana                                                                | Qual. Coppa d'Africa 2021                                            | -                                                                    | 89’                                                                  |
| 8-6-2021                                                             | Rabat                                                                | Marocco                                                              | 1 – 0                                                                | Ghana                                                                | Amichevole                                                           | -                                                                    | 85’                                                                  |
| 12-6-2021                                                            | Cape Coast                                                           | Ghana                                                                | 0 – 0                                                                | Costa d'Avorio                                                       | Amichevole                                                           | -                                                                    | 62’                                                                  |
| Totale                                                               |                                                                      | Presenze                                                             | 3                                                                    |                                                                      | Reti                                                                 | 0                                                                    |                                                                      |